# Chapbook

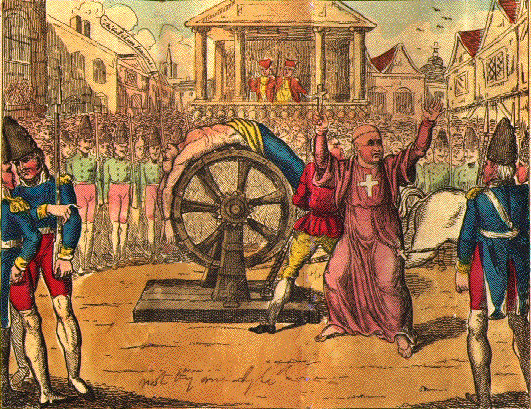
Portada de un chapbook de finales del o principios del.

Chapbook es un término genérico para nombrar un tipo particular de folleto de tamaño de bolsillo muy popular en Inglaterra desde el siglo XVI hasta finales del siglo XIX. No se le puede aplicar una definición exacta; el chapbook puede ser cualquier cosa que venda un chapman, que era una especie de buhonero (vendedor ambulante) especializado en la compraventa de estos chapbooks.
El término chapbook fue definido por los bibliófilos del siglo XIX como una variedad de ephemera (efímero), término griego utilizado en parte de Europa para referirse al conjunto de todas las variedades de material impreso desechable.
Esto incluía también varios tipos de material de imprenta, tales como panfletos, tratados políticos y religiosos, poemas, leyendas, cuentos infantiles o almanaques en los que se incluían estos libritos de usar y tirar. Los chapbooks con ilustraciones eran muy populares.